# シティ・ライツ (松室政哉のアルバム)
『シティ・ライツ』（英題：City Lights）は、松室政哉の1枚目のアルバム。

## 解説
- メジャー初のオリジナルアルバム作品。
- キャッチコピーは「“この街で息衝く人々”を描いた十一篇の物語」。
- 規格品番は、初回限定盤がCD+DVD：UMCA-19058、通常盤がCD：UMCA-10061。
- ジャケットのアートワークは、イラストレーターの坂内拓が担当。
- 1stデジタルシングル「衝動のファンファーレ」が円盤初収録となっている。

## 収録曲
CD
1. 毎秒、君に恋してる
  - 作詞・作曲：松室政哉／編曲：河野圭
  - 1st EP「毎秒、君に恋してる」収録
2. Fade out
  - 作詞・作曲・編曲：松室政哉
  - 2nd EP表題曲「きっと愛は不公平」で描かれた主人公を“幸せにしてあげたい”と思って作られた楽曲。
3. アイエトワエ
  - 作詞・作曲：松室政哉／編曲：松室政哉、Manaboo
4. きっと愛は不公平
  - 作詞・作曲：松室政哉／編曲：河野圭
  - 2nd EP「きっと愛は不公平」収録
5. 午前0時のヴィーナス
  - 作詞・作曲：松室政哉／編曲：河野圭
6. 衝動のファンファーレ
  - 作詞・作曲：松室政哉／編曲：本間昭光
  - 1stデジタルシングル「衝動のファンファーレ」収録
  - 日清食品カップヌードル「熱湯コート園 篇」CMソング
  - GYAO!「私のAIする王子様−AIプリ−」テーマソング
7. Matenro
  - 作詞・作曲：松室政哉／編曲：八橋義幸
8. 群像どらまちっく
  - 作詞・作曲・編曲：松室政哉
9. 今夜もHi-Fi
  - 作詞・作曲：松室政哉／編曲：宗本康兵
10. 海月
  - 作詞・作曲：松室政哉／編曲：本間昭光
  - 1stシングル「海月」収録
11. 息衝く
  - 作詞・作曲・編曲：松室政哉
  - 2015年に行ったレコーディング合宿での音源を収録している。[1]

## 演奏
- 松室政哉
  - Vocal, Chorus
  - Track Making (#3)
  - Electric Piano (#7)
  - Acoustic Guitar, Clap (#8)
  - Other Instruments (#11)
- 玉田豊夢
  - Drums (#1.6)
- 伊藤大地
  - Drums, Tambourine (#2)
- あらきゆうこ
  - Drums (#4.10)
- 朝倉真司
  - Drums (#5)
- 阿部耕作
  - Drums, Percussions (#7)
- 中北裕子
  - Percussions, Clap (#8)
- 伊吹文裕
  - Drums, Shaker (#9)
- 河村“カースケ”智康
  - Drums (#11)
- 山口寛雄
  - Bass (#1)
- 植松慎之介
  - Bass (#2)
- 種子田健
  - Bass (#4.9.11)
- 安達貴史
  - Bass (#6)
- 隅倉弘至
  - Bass (#7)
- ハマ・オカモト (OKAMOTO'S)
  - Bass (#10)
- 田口慎二
  - Acoustic Guitar, Electric Guitar (#1)
- 後藤秀人
  - Acoustic Guitar (#2.8)
  - Electric Guitar (#2)
  - 12 Strings Guitar, Clap (#8)
- 黒田晃年
  - Acoustic Guitar (#4)
  - Electric Guitar (#4.5)
- 林部直樹
  - Acoustic Guitar, Electric Guitar (#6)
- 八橋義幸
  - Acoustic Guitar, Electric Guitar, Other Instruments (#7)
- 外園一馬
  - Electric Guitar (#9)
- 町田昌弘
  - Acoustic Guitar, Electric Guitar (#10)
- 石成正人
  - Acoustic Guitar, Electric Guitar (#11)
- 須原杏ストリングス
  - Strings (#1.4)
- 室屋光一郎ストリングス
  - Strings (#6)
- 金原千恵子ストリングス
  - Strings (#10)
- 河野圭
  - Acoustic Piano (#1.4)
  - Other Instruments (#1.5)
- 宗本康兵
  - Acoustic Piano (#2.9)
- 本間昭光
  - Electric Piano (#6)
  - Acoustic Piano (#10)
  - Other Instruments (#6.10)
- 松浦はすみ (メロディーキッチン)
  - Acoustic Piano, Rhodes (#11)
- タブゾンビ
  - Trumpet (#5)
- 真砂陽地
  - Trumpet, Flugel (#9)
- 栗原健
  - Sax (#5)
- 竹下良成
  - Sax (#9)
- 高井天音
  - Trombone (#9)
- Manaboo
  - Track Making (#3)

## 初回限定盤特典内容
DVD
- 毎秒、君に恋してる Music Video
- きっと愛は不公平 Music Video
- 衝動のファンファーレ Music Video
- 海月 Music Video
- How did you make “City Lights”?